# サントリー樹氷
サントリー樹氷（サントリーじゅひょう）は、サントリースピリッツ（旧・サントリー酒類(初代法人)）が製造し、サントリー酒類（二代目法人）が販売する甲類焼酎の一つである。宝酒造から発売されている甲類焼酎「純」とともに、1980年代のニュースピリッツならびに酎ハイブームを築いた商品として、現在も親しまれつづけている。

## 歴史
サントリー樹氷は1978年に発売。その前年の1977年に宝酒造がスクエアボトルにデザインされたパッケージと、磨き抜かれたクリアテイストに生まれ変わった新世代焼酎として知られる「純」（現在ではボトルも存在するが、多くはペットボトルでの販売となっている）がヒットし、一大ムーブメントを起こしていた。
一足遅れて、サントリーは平たくデザインされたスクエアボトルに、白樺の模様が入った「樹氷」を翌年に送り出す（サントリーは当時焼酎の免許を取得できず、樹氷をスピリッツ規格で販売していたため「マイルド・ウォッカ」という風に明記していた。のちに1993年に焼酎表記に変わる）。テレビ向けのCMキャンペーンに、新世代コピーライターの一人である仲畑貴志を起用してCM放映が展開される（仲畑は当時サン・アドに所属。後に独立してフリーに転じた後も同製品のCM企画を手掛けた）。宝酒造の「純」がデヴィッド・ボウイやシーナ・イーストンを代表とする外国人アーティストを起用したウェスト・ミーツ・イースト的なイメージCM展開に対抗し、漫画家のバロン吉元が当時漫画アクションで連載していた「柔侠伝」のヒロイン、茜をイメージキャラクタに仕立てた「樹氷にしてねと、あの娘は言った。」で同製品のキャンペーンがスタートしたが、しばらくして1981年に女優の田中裕子がCMのイメージキャラクターに起用されると、ナチュラルさと不思議さを併せ持った田中の魅力を前面に押し出したCMにより、売り上げが急上昇する。中でも1982年にテレビ放映されたCM「タコなのよ、タコ。タコが言うのよ。」は当時の流行語にまでなるという評判ぶりとなり、後にCMの「タコ」をイラスト化し、サントリータコハイとして発売するまでに至っている。
やがて1980年代後期以降、酎ハイブームは下火となったものの、酎ハイがそれぞれの飲食店や家庭で楽しみ方のパターンの一つとして完全に定着化したこともあり、現在も同社の製品として販売され続けている。

## その他
- 発売開始から数年の間はアルコール分が35%の製品のみだったが、徐々に酎ハイブームの高まりを受け、1984年にはアルコール分20%の製品が発売された（それ以上のアルコール分になると、過飲による急性アルコール中毒を引き起こす恐れがあったことを受けての度数改訂）。その後期間を経て、1993年にようやく焼酎免許を取得すると共に、アルコール分が25%に再び改訂される（この時放映されたCMには仙道敦子が出演していた）。ちなみに1985年頃には、アルコール分が10%ならびに15%（実質的にリキュール扱い）のものが『ソフト樹氷』として発売されたが、こちらは消費者の需要にそぐわず、発売後一年足らずで製造中止になっている。
- またサントリーは1983年に『コンテンポラリー・ウォッカ KIRICO（キリコ）』、1985年に『マイルド焼酎・雪』などのスピリッツ製品を発売したことがあったが、こちらも樹氷との差別化が図れなかったため、すぐに製造中止になった。以後サントリーの焼酎は樹氷や韓国のロッテ酒類から輸入販売している鏡月GREENなどの製品を除き、九州地方の小規模の酒造会社が製造する製品をディストリビュートするという方式に替えている。
- 前述の通り、CM企画は当初から一貫して仲畑貴志の手によるもの。発売当初のCMでテーマソングにもなったチェリッシュ[1]の『マイルド・ウォッカ』（1978年）といしだあゆみの『マイルド・ナイト』（1979年）は仲畑が歌詞を書き、宇崎竜童が作曲・編曲を担当したものである。仲畑は同様に田中裕子が出演していたサントリータコハイのCMの企画も担当し続け、双方ともに大ヒットを記録したこともあり、快進撃を続けたサントリーの1980年代の業績に大きく携わった影の立役者とも言える。
- 1990年代のCMソングは、SIONの「ありがてぇ」「がんばれがんばれ」が使われた。